# Manuel Lira
Pour les articles homonymes, voir Lira.
Lira  Eguiguren est un nom espagnol. Le premier nom de famille, en général paternel, est Lira ; le second, en général maternel, souvent omis, est Eguiguren.
Manuel José Lira Eguiguren, né le 1er juin 1998,, est un coureur cycliste chilien.

## Biographie
Pompier volontaire, Manuel Lira a suivi des études d'ingénieur à l'université Adolfo Ibáñez. Il a intégré l'équipe nationale du Chili en 2021. 
Lors de la saison 2022, il s'impose sur le Giro Pichidegua, une course locale. Il termine également deuxième du championnat du Chili et seizième du championnat panaméricain sur route, sous les couleurs de sa sélection nationale. L'année suivante, il remporte son championnat national à Copiapó.

## Palmarès

### Par année
- 2022
  - Giro Pichidegua
  - 2e du championnat du Chili sur route
- 2023
  -  Champion du Chili sur route

### Classements mondiaux
| Année            | 2021 | 2022 |
| ---------------- | ---- | ---- |
| UCI America Tour | 229e | 266e |